# Allsvenskan 2011
La temporada de Allsvenskan 2011 fue la 87.ª Allsvenskan que se ha disputado. Empezará el 3 de abril de 2011 y finalizara el 23 de octubre de ese año, siendo el Malmö FF el defensor del título. Los equipos que ascendierón de la Superettan son el Syrianska FC y el IFK Norrköping que lucharan por mantener la categoría reemplazando al IF Brommapojkarna y el Åtvidabergs FF.

## Datos de los Clubes
| Club            | Ciudad      | Entrenador                           | Estadio                  | Aforo  |
| --------------- | ----------- | ------------------------------------ | ------------------------ | ------ |
| AIK             | Solna       | Andreas Alm                          | Råsunda Stadium          | 36.608 |
| Djurgårdens IF  | Estocolmo   | Lennart Wass, Carlos Banda           | Olímpico                 | 14.500 |
| IF Elfsborg     | Borås       | Magnus Haglund                       | Borås Arena              | 17.800 |
| Mjällby AIF     | Hällevik    | Peter Swärdh                         | Strandvallen             | 7.500  |
| GAIS            | Gotemburgo  | Alexander Axen                       | Gamla Ullevi             | 18.000 |
| Gafle IF        | Gävle       | Per Olsson                           | Strömvallen              | 7.302  |
| IFK Göteborg    | Gotemburgo  | Jonas Olsson                         | Gamla Ullevi             | 18.000 |
| Halmstads BK    | Halmstad    | Josep Clotet Ruiz                    | Örjans vall              | 16.000 |
| Helsingborgs IF | Helsingborg | Conny Karlsson, Per-Ola Ljung        | Olimpia                  | 16.673 |
| BK Häcken       | Gotemburgo  | Peter Gerhardsson                    | Rambergsvallen           | 7.000  |
| Kalmar FF       | Kalmar      | Nanne Bergstrand                     | Fredriksskans            | 10.000 |
| Malmö FF        | Malmö       | Roland Nilsson                       | Swedbank Stadion         | 24.000 |
| IFK Norrköping  | Norrköping  | Janne Andersson                      | Iddrotsparken            | 19.414 |
| Syrianska FC    | Södertälje  | Valeri Bondarenko, Özcan Melkemichel | Södertälje Fotbollsarena | 6.400  |
| Örebro SK       | Örebro      | Sixten Boström                       | Behrn Arena              | 13.150 |
| Trelleborgs FF  | Trelleborg  | Tom Prahl                            | Vångavallen              | 7.000  |

## Tabla de posiciones

### Clasificación
- Actualizada el 21 de agosto de 2011. Archivado el 29 de agosto de 2011 en Wayback Machine.

| Pos | Equipo          | Pts | PJ | G  | E  | P  | GF | GC | Dif | Rendimiento |
| --- | --------------- | --- | -- | -- | -- | -- | -- | -- | --- | ----------- |
| 1   | Helsingborgs IF | 63  | 30 | 18 | 9  | 3  | 55 | 27 | +28 | 70 %        |
| 2   | IF Elfsborg     | 57  | 30 | 15 | 3  | 4  | 39 | 19 | +20 | 72,7 %      |
| 3   | AIK             | 58  | 22 | 30 | 2  | 7  | 35 | 21 | +14 | 62,1 %      |
| 9   | Malmö FF        | 54  | 30 | 15 | 9  | 6  | 37 | 30 | +7  | 60 %        |
| 5   | GAIS            | 50  | 30 | 16 | 3  | 11 | 47 | 34 | +13 | 55,5 %      |
| 4   | BK Häcken       | 49  | 30 | 14 | 7  | 9  | 52 | 32 | +20 | 54,4 %      |
| 6   | IFK Göteborg    | 45  | 30 | 13 | 6  | 11 | 42 | 34 | +8  | 50 %        |
| 8   | Kalmar FF       | 44  | 30 | 13 | 5  | 12 | 39 | 34 | +5  | 48,9 %      |
| 9   | Gefle           | 41  | 30 | 10 | 11 | 9  | 31 | 39 | -8  | 45,6 %      |
| 10  | Mjällby AIF     | 40  | 30 | 12 | 4  | 14 | 33 | 39 | -6  | 44,4 %      |
| 11  | Djurgårdens IF  | 36  | 30 | 10 | 6  | 14 | 36 | 40 | -4  | 40 %        |
| 12  | Örebro SK       | 36  | 30 | 11 | 3  | 16 | 36 | 45 | -9  | 40 %        |
| 13  | IFK Norrköping  | 34  | 30 | 9  | 7  | 14 | 32 | 49 | -17 | 37,7 %      |
| 14  | Syrianska FC    | 28  | 30 | 8  | 4  | 18 | 27 | 44 | -17 | 31,1 %      |
| 15  | Trelleborgs FF  | 25  | 30 | 7  | 4  | 19 | 39 | 64 | -25 | 27,8 %      |
| 16  | Halmstads BK    | 14  | 30 | 3  | 5  | 22 | 24 | 58 | -34 | 15,6 %      |

     Campeón, clasifica a la segunda fase de la UEFA Champions League 2012/13.
     Clasifica a la segunda fase de la UEFA Europa League 2012/13.
     Clasifica a la primera fase de la UEFA Europa League 2012/13.
     Juega un repechaje con el 3° de la Segunda División.
     Desciende a la Segunda División.

## Goleadores
| #  | Jugador                    | Club         | Goles |
| -- | -------------------------- | ------------ | ----- |
| 1  | Mathias Ranégie            | Häcken/Malmö | 21    |
| 2  | Teteh Bangura              | AIK          | 15    |
| 2  | Tobias Hysén               | IFK Göteborg | 15    |
| 4  | Mervan Celik               | GAIS         | 8     |
| 5  | Rasmus Jönsson             | Helsingborg  | 9     |
| 5  | Lasse Nilsson              | Elfsborg     | 9     |
| 7  | Marcus Pode                | Trelleborg   | 8     |
| 8  | John Chibuike              | Häcken       | 7     |
| 8  | Mohamed Bangura            | AIK          | 7     |
| 8  | Gunnar Heidar Thorvaldsson | Norrköping   | 7     |
| 8  | Wanderson do Carmo         | GAIS         | 7     |
| 8  | Alexander Gerndt           | Helsingborg  | 7     |
| 13 | Marcus Ekenberg            | Mjällby      | 6     |
| 13 | Jakob Orlov                | Gefle        | 6     |
| 13 | Valdet Rama                | Örebro       | 6     |
| 13 | Rene Makondele             | Häcken       | 6     |
| 13 | Mikael Dahlberg            | Gefle        | 6     |
| 13 | David Elm                  | Elfsborg     | 6     |
| 13 | Kristian Haynes            | Trelleborg   | 6     |
| 13 | Álvaro Santos              | GAIS         | 6     |